# Švédské hokejové hry 1998
Hokejový turnaj byl odehrán od 21.4.1998 – do 26.4.1998 v Stockholmu. Tohoto turnaje se zúčastnila i Kanada.

## Výsledky a tabulka
|    |         | SWE     | CZE   | FIN    | RUS   | CAN    | V | R | P | Skóre | B |
| 1. | Švédsko | Švédsko | 4:2   | 2:2    | 3:1   | 5:1    | 3 | 1 | 0 | 14:6  | 7 |
| 2. | Česko   | 2:4     | Česko | 3:2    | 4:3   | 3:2    | 3 | 0 | 1 | 12:11 | 6 |
| 3. | Finsko  | 2:2     | 2:3   | Finsko | 4:0   | 3:2    | 2 | 1 | 1 | 11:7  | 5 |
| 4. | Rusko   | 1:3     | 3:4   | 0:4    | Rusko | 2:1    | 1 | 0 | 3 | 6:12  | 2 |
| 5. | Kanada  | 1:5     | 2:3   | 2:3    | 1:2   | Kanada | 0 | 0 | 4 | 6:13  | 0 |

| Tým 1   | Výsledek          | Tým 2   |
| ------- | ----------------- | ------- |
| Švédsko | 2:2 (1:0,0:1,1:1) | Finsko  |
| Česko   | 4:3 (1:1,2:0,1:2) | Rusko   |
| Finsko  | 4:0 (0:0,2:0,2:0) | Rusko   |
| Švédsko | 4:2 (2:1,0:0,2:1) | Česko   |
| Rusko   | 1:3 (0:1,1:1,0:1) | Švédsko |
| Česko   | 3:2 (1:0,2:2,0:0) | Finsko  |
| Kanada  | 1:5 (1:2,0:1,0:2) | Švédsko |
| Rusko   | 2:1 (0:0,1:1,1:0) | Kanada  |
| Kanada  | 2:3 (0:1,1:0,1:2) | Česko   |
| Finsko  | 3:2 (0:2,2:0,1:0) | Kanada  |

## All Stars Team
| Pozice  | Hráč              |
| ------- | ----------------- |
| Brankář | Roman Čechmánek   |
| Obránce | Christer Ollson   |
| Obránce | František Kaberle |
| Útočník | Ulf Dahlén        |
| Útočník | Raimo Helminen    |
| Útočník | Anders Huusko     |